# Capilla de música

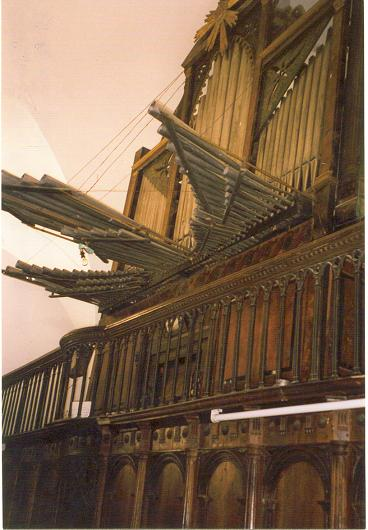
El órgano de la iglesia parroquial de Ayerbe tiene 56 teclas y los tubos de los extremos van en disminución hacia el centro y de éste surgen otros tubos que superan a aquellos en longitud.

Una capilla de música o capilla musical (en alemán: Musikkapelle; en francés: chapelle musicale; en inglés: musical chapel; en italiano: cappella musicale) es una estructura organizativa que permitía la existencia de música en una determinada institución, ya fuera vinculada a la nobleza, la realeza o bien a la iglesia en una catedral, un monasterio o un convento. En su faceta más visible era un grupo de cantantes o cantores y un grupo de instrumentistas, dirigidos todos por el maestro de capilla.

## Antecedentes
Los antecedentes de las capillas de música los encontramos en las escuelas de canto existentes en los principales monasterios y catedrales durante la Edad Media y las capillas fundamentales se encuentran ya plenamente formadas y estructuradas durante el Renacimiento.

## Miembros

### Maestro de capilla
El principal responsable de la capilla de música era el maestro de capilla. En función del tipo de música que tuviera que hacer en aquella capilla -lo cual podía venir determinado tanto por el estilo predominante en el momento como por el hecho de si predominaba la práctica de la música religiosa o de la música profana- se buscaba que la persona que ostentara este cargo tuviera unas determinadas capacidades y aptitudes. En general, el maestro de capilla era el responsable último del buen funcionamiento de la capilla: responsable de determinar el repertorio que interpretaría, de componer en la mayoría de casos, de obtener copias de repertorio proveniente de otros centros cuando fuera deseable, de ensayar este repertorio, de enseñar canto y música en general a los niños o adolescentes que cantaban las voces superiores en la polifonía (y en muchos casos también era responsable de otros elementos referidos a estos niños como por ejemplo su aprendizaje de un instrumento, su instrucción o formación general y hasta de su manutención), de dirigir el grupo en sus interpretaciones y de representar a los músicos ante los responsables de la institución a la que pertenecía la capilla.
Durante siglos, y hasta el fin del Antiguo Régimen, el cargo de maestro de capilla representó el máximo escalafón al que podía llegar un profesional de la música. De tal manera que muchos de los compositores de los siglos XV al XVIII ejercieron de maestros de capilla. Asimismo, era frecuente que, además de sus obligaciones al servicio de la capilla, fueran requeridos para otras tareas como exámenes, oposiciones, etc.

### Cantores e instrumentistas
El número y tipología de los cantores e instrumentistas fue variando en función de los estilos y los tipos de institución a los que servían, atendiendo a su carácter secular o religioso y a los gastos que esta institución les dedicaba.
En todos los casos y contextos en los que la interpretación de música religiosa estuvo vetada al sexo femenino, las capillas de música contaron siempre con niños y adolescentes que cantaban las voces de tiple y contralto en la polifonía. Completaban el coro un número también variable de hombres adultos que cantaban las partes de tenor y de bajo. En las capillas vinculadas a las catedrales estas voces graves solían estar a cargo de personas del estamento eclesiástico, dado que ésta era la norma en los conventos y monasterios. Se dieron algunos casos en los que hombres adultos cantaban como falsetistas o como castratos.
La composición de los grupos instrumentales de las capillas fue variando desde una composición casi centrada en instrumentos de viento en el Renacimiento, hacia una más diversificada hacia el siglo XVII en el tiempo del Barroco hasta encajar fuerza con la plantilla orquestal a finales del siglo XVIII en el periodo del Clasicismo. Durante el siglo XVIII en las capillas musicales de los templos de Cataluña tenía un papel especialmente destacado el organista, que no solo se encargaba de tocar el órgano en la liturgia, componer música para tocarla él mismo, improvisar en muchos momentos y enseñar a tocar estos instrumentos a los monaguillos, sino que debía sustituir al maestro de capilla cuando fuera necesario. Por esa razón, acabó convirtiéndose en una especie de subdirector siendo el segundo responsable de la institución.

## Funciones de las capillas de música
Las capillas de música no solo eran estructuras de interpretación musical, sino que también eran centros de composición, de copia y difusión de música, así como las principales escuelas de música de este largo período. Las familias que descubrían unas aptitudes musicales en sus hijos y querían darles una educación musical de calidad, con frecuencia los enviaban a las capillas de más renombre, que en Cataluña durante un largo periodo de tiempo fueron la Escolanía de Montserrat y la Catedral de Barcelona.

## Evolución posterior
Con el paso del tiempo el término "capilla", o bien uno de sus equivalentes en otros idiomas, pasó a formar parte del nombre de diversas agrupaciones musicales. En ocasiones, con un enlace a instancias oficiales:
- Chapelle musicale Reine Élisabeth (Capilla Musical Reina Isabel), institución para la formación de jóvenes músicos de Bélgica.[2]
- Staatskapelle, (literalmente, Capilla Estatal) se suele traducir como Orquesta Estatal y es la denominación de varias orquestas en Alemania.
- Koninklijke muziekkapellen van Defensie (Capillas Musicales Reales de la Defensa), una serie de bandas militares de Bélgica.[3]

Hay un gran número de conjuntos musicales privados en los que "capilla" suele indicar la preferencia por un repertorio de música preclásica:
- La Capella Reial de Catalunya, España.[4]
- Capilla Flamenca, Bélgica.
- Capella Cracoviensis, Cracovia, Polonia.
- Capella Savaria, Szombathely, Hungría.
- Capella Istropolitana, Bratislava, Eslovaquia.
- Capella Agostino Steffani, fundada en 1981, y quince años después rebautizada como Hannoversche Hofkapelle.[5]
- Hofkapelle München, nueva formación en 2009, en referencia a una orquesta anterior.[6]
- Neue Hofkapelle Graz, nueva formación en la década de 2010, con un nombre que hace referencia a una capilla de la corte fundada en 1564.[7]